# Wangen (Frankrijk)
Wangen is een gemeente in het Franse departement Bas-Rhin (regio Grand Est) en telt 705 inwoners (2004). De plaats maakt deel uit van het arrondissement Molsheim.

## Geografie
De oppervlakte van Wangen bedraagt 3,9 km², de bevolkingsdichtheid is 180,8 inwoners per km².
De onderstaande kaart toont de ligging van Wangen (Frankrijk) met de belangrijkste infrastructuur en aangrenzende gemeenten.

## Demografie
Onderstaande figuur toont het verloop van het inwonertal (bron: INSEE-tellingen).